# Victoria Libertas Pesaro
Victoria Libertas Pesaro, volledige naam Union Sportiva Victoria Libertas Pallacanestro, is een professioneel basketballteam dat gevestigd is in Pesaro, Italië. De club neemt deel aan het hoogste niveau van de Italiaanse professionele basketbalcompetitie, de Lega Basket Serie A. Het team heeft als hoofdsponsor Scavolini, een Italiaanse keukenontwerper en -fabrikant, waarvan de mede-oprichter Valter Scavolini voorheen de voorzitter van de club was.

## Geschiedenis
Victoria Libertas werd officieel opgericht in 1946 en de beste seizoenen waren tijdens de jaren 1980. Nadat Victoria Libertas al tientallen jaren bij de topteams uit Italië hoorde, won Victoria Libertas zijn eerste belangrijke trofee in 1983 (Saporta Cup). Ze wonnen de finale van ASVEL Lyon-Villeurbanne uit Frankrijk met 111-99. In 1986 en 1987 stonden ze ook in de finale om de Saporta Cup. In 1986 verloren ze van FC Barcelona uit Spanje met 86-101 en in 1987 verloren ze van Cibona Zagreb uit Joegoslavië met 74-89. Ook speelde ze nog twee finales om de Korać Cup. In 1990 verloren ze van Ram Joventut Badalona uit Spanje met een totaalscore over twee wedstrijden met 184-195. In 1992 verloren ze van Il Messaggero Roma uit Italië met een totaalscore over twee wedstrijden met 180-193. Sindsdien werden ze twee keer kampioen van Italië (in 1988 en 1990), en won het ook twee keer de Italiaanse Beker (in 1985 en 1992). Als gevolg van de slechte administratie werd Victoria Libertas in juli 2005 uit de Italiaanse basketbalcompetitie gehaald. Het tweede team van Pesaro, Falco Spar, is met de voormalige Victoria Libertas-president Valter Scavolini overeengekomen hun krachten te bundelen om te investeren in een team en het terug te brengen naar de Lega Basket Serie A.
Het nieuwe team, Scavolini Gruppo Spar (of gewoon Scavolini-Spar) genoemd, speelde het seizoen 2005-06 in de Italiaanse derde divisie (B1). Na het seizoen 2009-10, was de secundaire sponsoring van het Spar-contract verstreken. De club haalde een nieuwe secundaire sponsor binnen. Dat was het Italiaanse kledingbedrijf Siviglia. De naam van de club veranderde naar Scavolini Siviglia Style Pesaro (of Scavolini Pesaro Siviglia).

## Erelijst
- Landskampioen Italië: 2
  - Winnaar: 1988, 1990
  - Tweede: 1982, 1985, 1992, 1994

- Bekerwinnaar Italië: 2
  - Winnaar: 1985, 1992
  - Runner-up: 1986, 1987, 2001, 2004, 2021

- Supercupwinnaar Italië:
  - Runner-up: 2001

- Saporta Cup: 1
  - Winnaar: 1983
  - Runner-up: 1986, 1987

- Korać Cup:
  - Runner-up: 1990, 1992

## Bekende (oud)-spelers
- Paolo Conti
- Ario Costa
- Andrea Gracis
- Walter Magnifico
- Michael Mike Sylvester
- Silvio Gigena
- Peter Guarasci
- Mindaugas Žukauskas
- Aleksandar Đorđević
- Aleksandar Petrović
- Željko Jerkov

## Sponsornamen
- 1952-1958: Benelli Pesaro
- 1958-1961: Lanco Pesaro
- 1961-1963: Algor Pesaro
- 1966-1969: Butangas Pesaro
- 1969-1970: Frizz Pelmo Pesaro
- 1970-1971: Tropicali Pesaro
- 1971-1975: Maxmobili Pesaro
- 1975-2014: Scavolini Pesaro
- 2014-2017: Consultinvest Pesaro
- 2017-2019: geen sponsor
- 2019-heden: Carpegna Prosciutto Basket Pesaro